# 스즈미야 하루히의 격투
《스즈미야 하루미의 격투》(일본어: 涼宮ハルヒの激闘)는 2007년 발매되었던 컴퓨터용 동인 게임이다. 나중에 가도카와 쇼텐에 의해서 발매 중지되었다.

## 특징
스즈미야 하루히 시리즈에 등장하는 캐릭터를 조작하여 3D 맵에서 전투를 한다. 대전 형식은 최대 4명이 한 조로되어 2팀으로 나뉘어 싸운다. 캐릭터는 모두 처음부터 무기를 소유하고 있고, 변신도 가능하다. 무대는 학교와 차원 세계 등 다양하다. 또한, 메인 캐릭터 이외에 러키☆스타의 등장인물들도 숨겨진 캐릭터로 등장하고 있다. 게다가, 카메라 워크는 일반적인 3D 격투 게임과는 달리 플레이어의 후방을 가리키고 있으며, 화면 밖의 캐릭터는 확대경으로 표시된다.

### 스토리 모드
이 모드는 대전 화면이 아니면 캐릭터 음성은 없다. 팀 구성 및 캐릭터는 자동으로 결정된다.

### 프리 배틀
캐릭터를 자유롭게 선택하여 대전을 한다. 최대 4명이 한 조로 설정할 수 있다. 같은 캐릭터를 복수 선택으로도 가능하다.